# Estação Canavinskaia
Canavinskaia (em russo:  Канавинская) é uma das estações da linha Sormovskaia (Linha 2) do Metro de Níjni Novgorod, na Rússia. Estação «Canavinskaia» está localizada entre as estações «Burnakovskaia» e «Moskovskaia».